# Tolken (film)
Tolken är en långfilm från 2005.

## Handling
Silvia Broome arbetar som tolk i FN-högkvarteret i New York. Av en tillfällighet får hon höra ett dödshot mot presidenten i Matobo som är på väg till New York för att tala inför FN:s generalförsamling. Secret Service-agenten Tobin Keller arbetar med att skydda viktiga personer och är till en början skeptisk till Broomes uppgifter.

## Om filmen
Republiken Matobo och dess president visar stora likheter med Zimbabwe och president Robert Mugabe.

## Skådespelare
- Nicole Kidman - Silvia Broome
- Sean Penn - Agent Tobin Keller
- Catherine Keener - Agent Dot Woods
- Sydney Pollack - Jay Pettigrew, Kellers chef
- Maz Jobrani - Mo, Kellers agentkollega
- George Harris - Kuman-Kuman
- Jesper Christensen - Nils Lud
- Yvan Attal - Philippe